# Deutsche Freie-Partie-Meisterschaft 2010/11

Veranstaltungsort: Bad Wildungen

Die Deutsche Freie-Partie-Meisterschaft 2010/11 ist eine Billard-Turnierserie und fand vom 22. bis zum 30. Oktober 2010 in Bad Wildungen
zum 43. Mal statt.

## Geschichte
Eine Neuauflage des Finals aus dem Vorjahr gab es bei der DM in der Freien Partie. Diesmal siegte der Favorit mit 300:38 in vier Aufnahmen. Es war der zweite Titel für Sven Daske. Carsten Lässig wurde nach zwei Titeln zum zweiten Mal Zweiter. Den dritten Platz teilten sich Markus Melerski und Oliver Orttmann.
Die Ergebnisse sind aus eigenen Unterlagen. Ergänzt wurden Informationen aus der österreichischen Billard-Zeitung Billard.

## Modus
Gespielt wurden zwei Vorrundengruppen à vier Spieler im Round-Robin-Modus bis 300 Punkte oder 15 Aufnahmen. Die zwei Gruppenbesten kamen ins Halbfinale und spielten den Sieger aus
Die Endplatzierung ergab sich aus folgenden Kriterien:
1. Matchpunkte
2. Generaldurchschnitt (GD)
3. Höchstserie (HS)

## Teilnehmer
1. Sven Daske (Schiffweiler) Titelverteidiger
2. Thomas Berger (Wiesbaden)
3. Gero Heinrich (Neustadt/Rbge.)
4. Michael Kallenborn (Saarlouis)
5. Carsten Lässig (Coesfeld)
6. Markus Melerski (Bochum)
7. Manuel Orttmann (Neustadt/Orla)
8. Arnd Riedel (Wedel)

## Turnierverlauf

### Gruppenphase
| MP    | Match Points (Sieger = 2; Unentschieden = 1; Verlierer = 0) |
| Pkte. | Erzielte Karambolagen                                       |
| Aufn. | Benötigte Versuche                                          |
| GD    | Generaldurchschnitt                                         |
| BED   | Bester Einzeldurchschnitt eines Spielers                    |
| HS    | Höchstserie                                                 |
|       | Bester GD des Turniers                                      |
|       | Bester ED des Turniers                                      |
|       | Beste HS des Turniers                                       |
|       | 1. Platz (Gold)                                             |
|       | 2. Platz (Silber)                                           |
|       | 3. Platz (Bronze)                                           |

| Platz                      | Name           | MP  | Pkte. | Aufn. | GD    | BED    | HS  |
| -------------------------- | -------------- | --- | ----- | ----- | ----- | ------ | --- |
| 1                          | Sven Daske     | 6:0 | 900   | 12    | 75,00 | 150,00 | 272 |
| 2                          | Carsten Lässig | 4:2 | 694   | 9     | 77,11 | 300,00 | 300 |
| 3                          | Thomas Berger  | 2:4 | 403   | 13    | 31,00 | 37,50  | 169 |
| 4                          | Gero Heinrich  | 0:6 | 122   | 14    | 8,71  | –      | 29  |
| Gruppendurchschnitt: 44,14 |                |     |       |       |       |        |     |

| Platz                      | Name               | MP  | Pkte. | Aufn. | GD     | BED    | HS  |
| -------------------------- | ------------------ | --- | ----- | ----- | ------ | ------ | --- |
| 1                          | Markus Melerski    | 6:0 | 900   | 14    | 64,28  | 300,00 | 300 |
| 2                          | Manuel Orttmann    | 4:2 | 601   | 6     | 100,16 | 150,00 | 300 |
| 3                          | Arnd Riedel        | 2:4 | 572   | 14    | 40,85  | 37,50  | 219 |
| 4                          | Michael Kallenborn | 0:6 | 394   | 20    | 19,70  | –      | 244 |
| Gruppendurchschnitt: 45,68 |                    |     |       |       |        |        |     |

### Finalrunde
| 1. Halbfinale   |     |     |   |        |        |     |
| Sven Daske      | 2:0 | 300 | 2 | 150,00 | 150,00 | 300 |
| Manuel Orttmann | 0:2 | 2   | 2 | 1,00   | –      | 2   |
| 2. Halbfinale   |     |     |   |        |        |     |
| Markus Melerski | 0:2 | 115 | 6 | 19,16  | –      | 60  |
| Carsten Lässig  | 2:0 | 300 | 6 | 50,00  | 50,00  | 130 |

| Finale         |     |     |   |       |       |     |
| Sven Daske     | 2:0 | 300 | 4 | 75,00 | 75,00 | 290 |
| Carsten Lässig | 0:2 | 38  | 4 | –     | 42,85 | 33  |

## Abschlusstabelle
| MP    | Match Punkte (Sieger = 2; Unentschieden = 1; Verlierer = 0) |
| SV    | Satzverhältnis (nur bei Turnieren im Satzsystem)            |
| Pkte. | Erzielte Karambolagen                                       |
| Aufn. | benötigte Aufnahmen                                         |
| GD    | Generaldurchschnitt                                         |
| MGD   | Mannschafts-Generaldurchschnitt                             |
| BED   | Bester Einzeldurchschnitt eines Spielers                    |
| BEMD  | Bester Einzeldurchschnitt einer Mannschaft                  |
| BSD   | Bester Satzdurchschnitt eines Spielers                      |
| HS    | Höchstserie                                                 |
| WRP   | Weltranglistenpunkte                                        |

| Klassement                 | Klassement | Klassement         | Klassement | Klassement | Klassement | Klassement | Klassement | Klassement | Klassement |
| Phase                      | Platz      | Name               | MP         | Pkt.       | Aufn.      | GD         | BED        | HS         |            |
| -------------------------- | ---------- | ------------------ | ---------- | ---------- | ---------- | ---------- | ---------- | ---------- | ---------- |
| Finale                     | 1          | Sven Daske         | 10:0       | 1500       | 18         | 83,33      | 150,00     | 300        |            |
| Finale                     | 2          | Carsten Lässig     | 6:4        | 1032       | 19         | 54,31      | 300,00     | 300        |            |
| Halb- finale               | 3          | Markus Melerski    | 6:2        | 1015       | 20         | 50,75      | 300,00     | 300        |            |
| Halb- finale               | 3          | Manuel Orttmann    | 4:4        | 603        | 8          | 75,37      | 150,00     | 300        |            |
| Gruppen- phase             | 5          | Arnd Riedel        | 2:4        | 572        | 14         | 40,85      | 37,50      | 219        |            |
| Gruppen- phase             | 6          | Thomas Berger      | 2:4        | 403        | 13         | 31,00      | 37,50      | 169        |            |
| Gruppen- phase             | 7          | Michael Kallenborn | 0:6        | 394        | 20         | 19,70      | –          | 244        |            |
| Gruppen- phase             | 8          | Gero Heinrich      | 0:6        | 122        | 14         | 8,71       | –          | 29         |            |
| Turnierdurchschnitt: 44,76 |            |                    |            |            |            |            |            |            |            |